# Vaatojärvi
Vaatojärvi är en sjö i Finland. Den ligger i kommunen Suomussalmi i landskapet Kajanaland, i den centrala delen av landet, 600 km norr om huvudstaden Helsingfors. Vaatojärvi ligger 215,4 meter över havet. Den ligger vid sjön Pesiöjärvi. Den är 9 meter djup. Arean är 70,2 hektar och strandlinjen är 4,64 kilometer lång. Sjön  ingår i Uleälvens huvudavrinningsområde. 